# Francisco Coronel Navarro

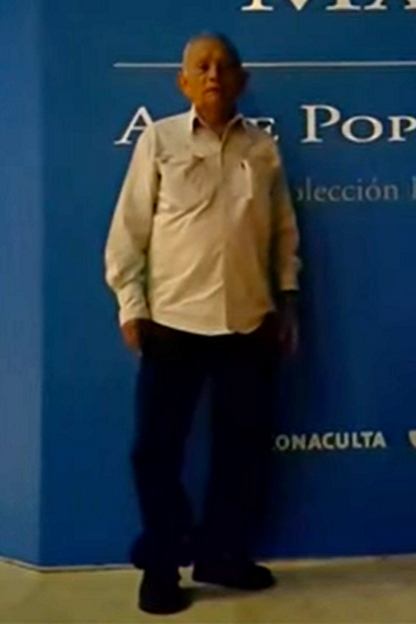
Coronel Navarro en 2016

Francisco Coronel Navarro (nacido en 1941) es un artesano mexicano que trabaja en laca y el resurgimiento del uso del oro laminado en este oficio; consiguió el Premio Nacional de Artes y Ciencias en México, además de otros reconocimientos. Nació en una familia muy pobre originaria de Olinalá, Guerrero, un pueblo sobresaliente por su historia con trabajos en oro y laca. A la temprana edad de siete años, él creó piezas de laca para la venta, re introduciendo el oro laminado en sus trabajos en los años 70. Su trabajo ha sido exhibido en México y Estados Unidos, con dos piezas realizadas como regalos para la reina Isabel II y el papa Juan Pablo II.

## Tradiciones artesanales de Olinalá
Coronel Navarro nació en Olinalá, en el estado de Guerrero, México. Localizado en la región de La Montaña del estado, al noreste de la capital, el pueblo ha sido popular por sus artesanías desde antes de la Conquista de México, cuando artesanos del área pagaban tributo a los aztecas elaborando piezas de mate dorado. Esta tradición continuó durante el periodo colonial cuando las técnicas de lacado fueron  se añadieron con el gusto europeo para diseños florales, así como la influencia de productos lacados importados en el Galeón de Manila.

## Carrera
Coronel Navarro, apodado Chico, nació en una familia muy pobre, por lo que no asistió a la escuela. En cambio, cuando tenía siete años de edad, comenzó a trabajar, aprendiendo técnicas de lacado y oro laminado de su abuelo y padres con el fin de elaborar artículos para ser vendidos en ferias de poblados cercanos como Tlapa de Comonfort, Tepalzcingo, Tejalpa y Petalcingo.
El artesano ha exhibido su trabajo en la Ciudad de México, en lugares como el  Museo Nacional de Culturas Populares y en el Instituto Mexicano de Cultura en Washington D. C. Ha creado trabajos para corporaciones como Banamex y dos de sus piezas fueron creadas como regalos para la reina Isabel II y el papa Juan Pablo II. Ha ganado más de treinta premios importantes incluyendo el Premio Nacional de Ciencias y Artes en 2007, recibido del presidente de México Felipe Calderón. Usó el premio de 450 000 pesos para expandir su taller y comprar materiales.
Coronel Navarro también ha enseñado activamente a las próximas generaciones de artesanos en su estado natal, incluyendo a sus ocho hijos, cinco de los cuales se ganan la vida como su padre.

## Técnica artística
En 2007, el artista ganó el Premio Nacional de Ciencias y Artes en el área de Artes y Tradiciones Populares por retomar el uso del oro y plata laminados en objetos de laca mexicanos en los 70. Antes de esto, este tipo de trabajo había sido abandonado debido a su costo en tiempo y dinero.
A pesar de que ha creado bandejas y otros artículos más pequeños, se especializa en piezas grandes como biombos y especialmente en cajas y cofres. Él es el único artesano en le pueblo que realiza trabajos individuales. Para piezas pequeñas se utiliza una madera suave local llamada copal, pero para de mayor tamaño son hechas de lináxss
loe (Bursera linanoe), pino y ayacahuite (Pinus ayacahuite) por carpinteros locales. Él también realiza una especie de pechera tejida, usando un tipo de calabaza grande seca.
El proceso de laca inicia lijando la pieza, para después agregar una capa de barniz obtenida de Semilla de Chía y aceites minerales, elaborando su propio aceite de chía usando métodos tradicionales. Después la pieza se pule completamente con una piedra lisa. Los colores se hacen con minerales, anilinas y otros materiales obtenidos en la localidad. Después de que el lacado y decorado es completado, el proceso de secado puede tomar más de un mes. Los colores se añaden uno por uno y se dejan secar antes de añadir el siguiente. No utiliza plantillas ni repite con exactitud diseños, la creación de sus obras es de manera espontánea, con pinceles elaborados con plumas de aves o pelo de gato, ya que permiten lograr líneas finas. Cuando se usa oro o plata laminados, se aplica en láminas finas y luego es pulido para a veces ser usado como fondo y pintar sobre él. La decoración normalmente contiene imágenes de flores, plantas y animales.